# Portrait d'Adele Bloch-Bauer I
Vous lisez un « bon article » labellisé en 2021.
Ne doit pas être confondu avec Portrait d'Adele Bloch-Bauer II.
Le Portrait d'Adele Bloch-Bauer I (également appelé La Dame en or ou La Femme en or) est un tableau du peintre symboliste autrichien Gustav Klimt, réalisé entre 1903 et 1907.
Commandé par Ferdinand Bloch-Bauer, banquier et producteur de sucre, le mari d’Adele Bloch-Bauer, ce portrait est l'œuvre la plus représentative du cycle d'or de Klimt. C'est le premier des deux portraits d'Adele par Klimt — le second date de 1912 et tous deux font partie des nombreuses œuvres de l'artiste appartenant à la famille Bloch-Bauer.
Adele meurt en 1925 en ayant exprimé le souhait que les œuvres de Klimt appartenant à son mari soient laissées à la galerie Belvedere de Vienne. Après l'annexion de l'Autriche par l'Allemagne nazie en 1938, Ferdinand, menacé en raison de son origine juive, fuit la capitale en laissant derrière lui une grande partie de son patrimoine. Lorsque le portrait, à la suite d'une accusation d'évasion fiscale, est volé par les nazis en 1941, l'avocat agissant au nom de l'État allemand affirme suivre les volontés testamentaires d'Adele en le remettant à la galerie Belvedere.
Ferdinand Bloch-Bauer meurt en 1945 : son testament stipule que sa succession doit revenir à son neveu et ses deux nièces.
En 1998, Hubertus Czernin, journaliste d'investigation autrichien, démontre que la galerie Belvedere détient plusieurs œuvres volées à des Juifs pendant la guerre. L'une des nièces de Ferdinand, Maria Altmann, engage l'avocat E. Randol Schoenberg afin d'intenter un recours contre la galerie pour récupérer cinq œuvres de Klimt. À l'issue d'une procédure judiciaire de sept ans, dont une audience devant la Cour suprême des États-Unis puis un arbitrage à Vienne, le tableau ainsi que les autres œuvres volées à la famille sont restitués à Maria Altmann.
La même année, elle vend le portrait pour 135 millions de dollars — prix record pour un tableau à l'époque — à l'homme d'affaires collectionneur d'art Ronald Lauder. Celui-ci place l'œuvre dans la Neue Galerie de New York, qu'il a cofondée.

## Contexte

### Gustav Klimt

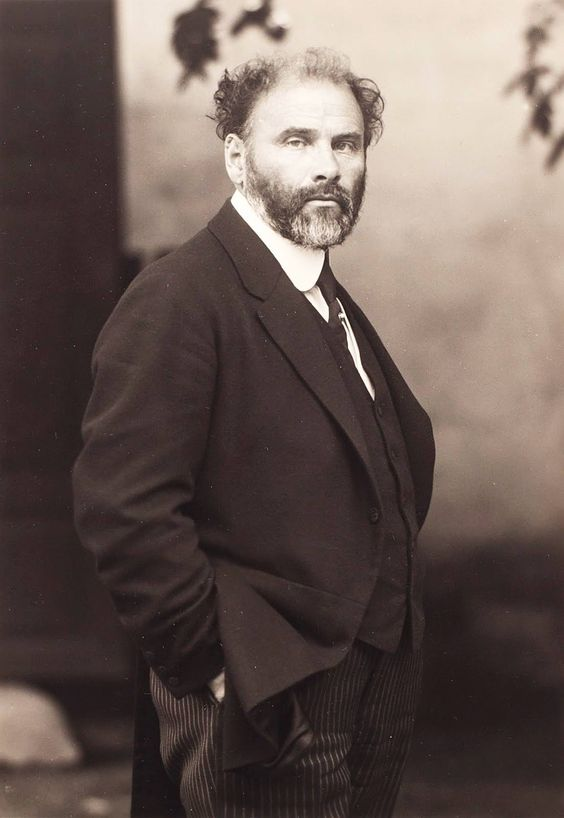
Gustav Klimt en 1917.

Gustav Klimt naît en 1862 à Baumgarten, près de Vienne en Autriche-Hongrie. Il fréquente la Kunstgewerbeschule (école des arts et métiers) de Vienne avant de prendre des commandes avec son frère, Ernst, et un camarade d'étude Franz Matsch à partir de 1879. Au cours de la décennie suivante, outre plusieurs commandes privées de portraits, ils peignent des peintures murales intérieures et des plafonds dans de grands bâtiments publics, notamment le Burgtheater, le musée d'Histoire de l'art de Vienne et le plafond de la salle d'apparat de l'université de Vienne,.
Klimt travaille à Vienne pendant la Belle Époque, période durant laquelle la ville apporte « une contribution extrême et durable à l'histoire de l'art moderne »,. Dans les années 1890, il est influencé par l'art d'avant-garde européen, notamment par les œuvres des peintres Fernand Khnopff, Jan Toorop et Aubrey Beardsley. En 1897, il est membre fondateur et président de la Sécession viennoise, un groupe d'artistes qui veulent rompre avec ce qu'ils considèrent comme le conservatisme dominant du Künstlerhaus. Klimt, en particulier, remet en question « les limites hypocrites de la respectabilité fixées par la société viennoise » ; selon l'historienne de l'art Susanna Partsch, il est « l'enfant terrible de la scène artistique viennoise, [et] était reconnu comme le peintre des belles femmes ». En 1900, il est le portraitiste préféré des épouses de la bourgeoisie viennoise,, en grande partie juive, une classe émergente d'industriels indépendants qui « achetaient le nouvel art innovant que les musées d'État rejetaient » selon la journaliste Anne-Marie O'Connor.

### Ferdinand et Adele Bloch-Bauer
Adele Bauer est issue d'une riche famille juive viennoise. Son père, Moritz Bauer, est directeur de la Wiener Bankverein (de), la septième plus grande banque d'Autriche-Hongrie, et directeur général des Chemins de fer Orientaux. À la fin des années 1890, Adele rencontre Klimt et entame peut-être une relation avec lui. Les avis sont partagés sur la question de savoir si Adele et Klimt ont eu une liaison. L'artiste Catherine Dean considère qu'Adele est « la seule femme de la société peinte par Klimt dont on sait avec certitude qu'elle était sa maîtresse », tandis que la journaliste Melissa Müller et l'universitaire Monica Tatzkow écrivent qu'« aucune preuve n'a jamais été apportée que leur relation était plus qu'une amitié ». Whitford observe que certaines des esquisses préliminaires réalisées par Klimt pour Le Baiser montrent un personnage barbu qui est peut-être un autoportrait ; le partenaire féminin est décrit par Whitford comme un « portrait idéalisé d'Adele ». Whitford écrit que la seule preuve avancée pour soutenir la théorie est la position de la main droite de la femme, car Adele a un doigt déformé à la suite d'un accident survenu dans son enfance.
Les parents d'Adele arrangent un mariage avec Ferdinand Bloch, un banquier et fabricant de sucre ; la sœur aînée d'Adele, Therese, avait déjà épousé Gustav Bloch, le frère aîné de Ferdinand,. Ferdinand est plus âgé que sa fiancée et, au moment de leur mariage en décembre 1899, elle a 18 ans et lui 35. Le couple, qui n'a pas eu d'enfants, change son nom de famille en Bloch-Bauer. Adele a de bonnes relations sociales et réunit régulièrement des écrivains, des politiciens et des intellectuels dans des salons à son domicile,.
Le couple partage un amour de l'art et parraine plusieurs artistes, collectionnant principalement des peintures viennoises du XIXe siècle et des sculptures modernes. Ferdinand a également une passion pour la porcelaine néoclassique et, en 1934, sa collection compte plus de quatre cents pièces et est l'une des plus belles au monde,.
En 1901, Klimt peint Judith et Holopherne ; l'historien de l'art Gottfried Fliedl observe que le tableau est « largement connu et interprété comme Salomé ». Adele, qui a servi de modèle pour cette œuvre, porte un profond tour de cou richement orné de bijoux que lui a offert Ferdinand, dans ce que Whitford décrit comme « le tableau le plus érotique de Klimt ». Whitford écrit également que le tableau présente « des preuves apparentes de [...] cocufiage ». En 1903, Ferdinand achète sa première œuvre de Klimt, Sous-bois Buchenwald,.

## La peinture

### Préparation et exécution
À partir de 1898, Klimt commence à expérimenter ce style dans ce qu'on a appelé sa période byzantine ou dorée, lorsque ses œuvres, influencées stylistiquement par l'Art nouveau et le mouvement Arts and Crafts, sont dorées à la feuille d'or,,. Klimt commence à utiliser l'or avec son Portrait du pianiste Joseph Pembauer en 1890, mais sa première œuvre à inclure un thème doré est Pallas Athene (1898). L'historien de l'art Gilles Néret estime que l'utilisation de l'or dans le tableau « souligne l'ingrédient érotique essentiel de […] la vision du monde [de Klimt] ». Néret affirme également que Klimt utilise l'or pour conférer aux sujets une qualité sacrée ou magique.

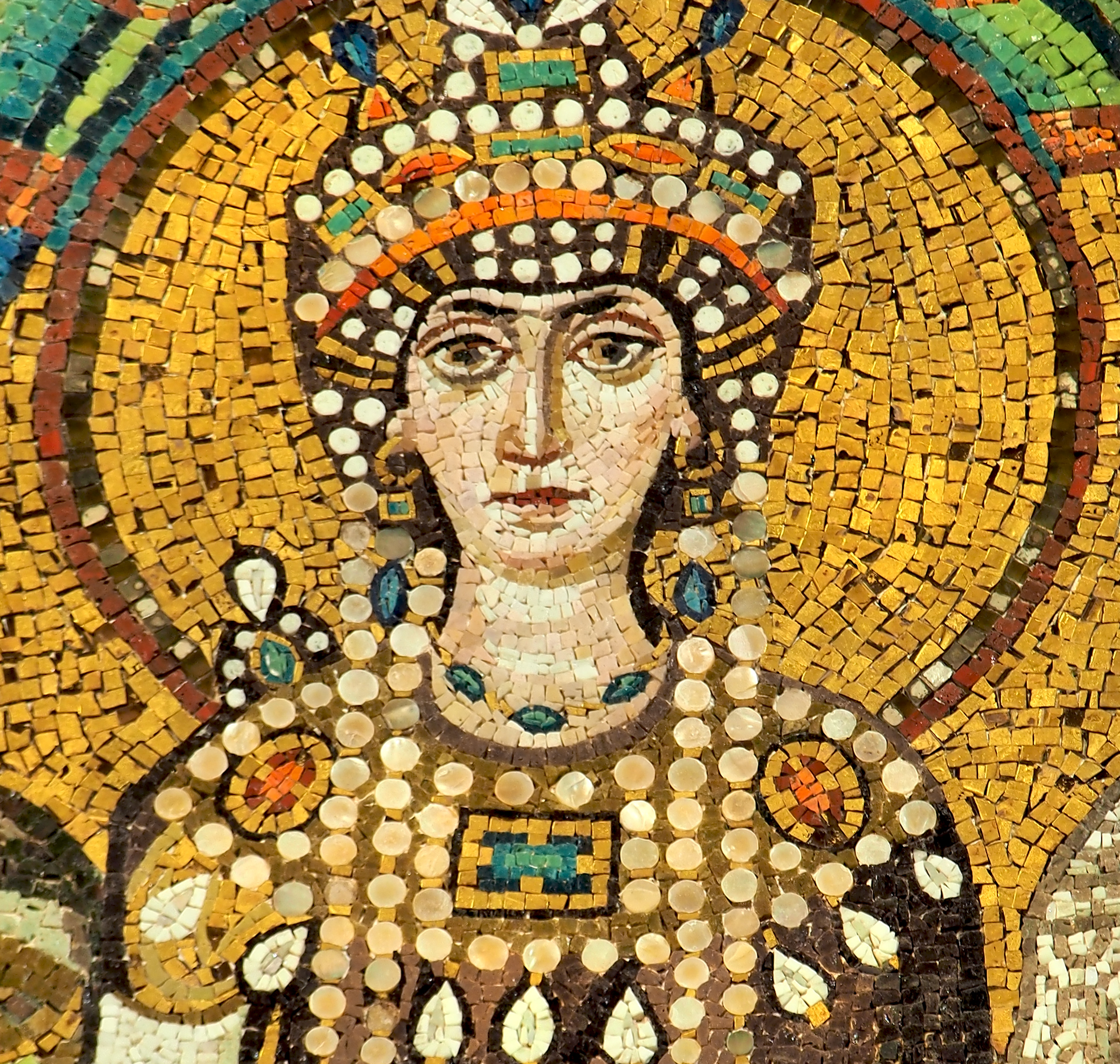
Portrait de l'impératrice Théodora. Détail d'une mosaïque de la basilique Saint-Vital de Ravenne (VIe siècle) (notez l’auréole d’or autour de la tête).

Au milieu de l'année 1903, Ferdinand Bloch-Bauer demande à Klimt de peindre un portrait de sa femme ; il souhaite offrir l'œuvre aux parents d'Adele, en octobre de la même année, comme cadeau d'anniversaire. Klimt dessine, entre 1903 et 1904, plus d'une centaine de croquis préparatoires pour le portrait,,. Les Bloch-Bauer achètent certaines des esquisses qu'il a faites d'Adele et détiennent ainsi seize dessins de Klimt. En décembre 1903, en compagnie de son collègue Maximilian Lenz, Klimt visite la basilique Saint-Vital de Ravenne. Il y étudie les mosaïques byzantines paléochrétiennes à fond d'or de Justinien Ier et de son épouse, l'impératrice Théodora,,,. Lenz écrit plus tard que « les mosaïques ont eu une immense impression décisive sur [Klimt]. C'est de là que vient l’aspect  resplendissant, la décoration rigide de son art ». Klimt dit plus tard que ces « mosaïques d'une splendeur incroyable » ont été pour lui une « révélation ». Les mosaïques de Ravenne attirent également l'attention d'autres artistes qui fourniront des illustrations de l'œuvre, notamment Vassily Kandinsky en 1911 et Clive Bell en 1914.

Klimt entreprend pour ce portrait des préparations plus poussées que pour toute autre œuvre à laquelle il a travaillé. Une grande partie du portrait est réalisée grâce à une technique élaborée, consistant à utiliser des feuilles d'or et d'argent, puis en ajoutant des motifs décoratifs en bas-relief à l'aide de gesso, un mélange de peinture constitué d'un liant mélangé à de la craie ou du gypse. Le cadre du tableau, recouvert de feuilles d'or, est réalisé par l'architecte Josef Hoffmann. Klimt termine l'œuvre en 1907.

Quatre esquisses pour le portrait
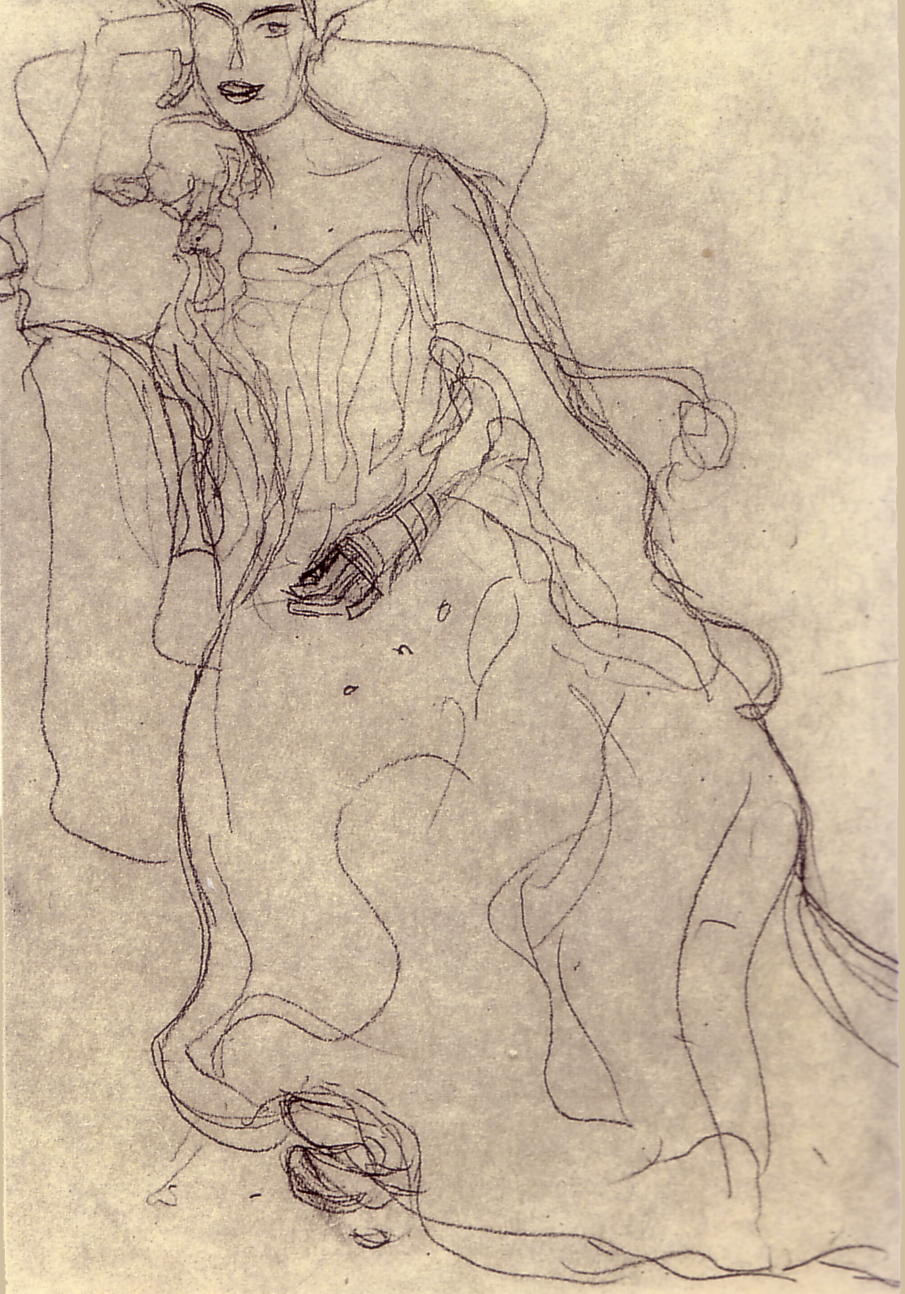
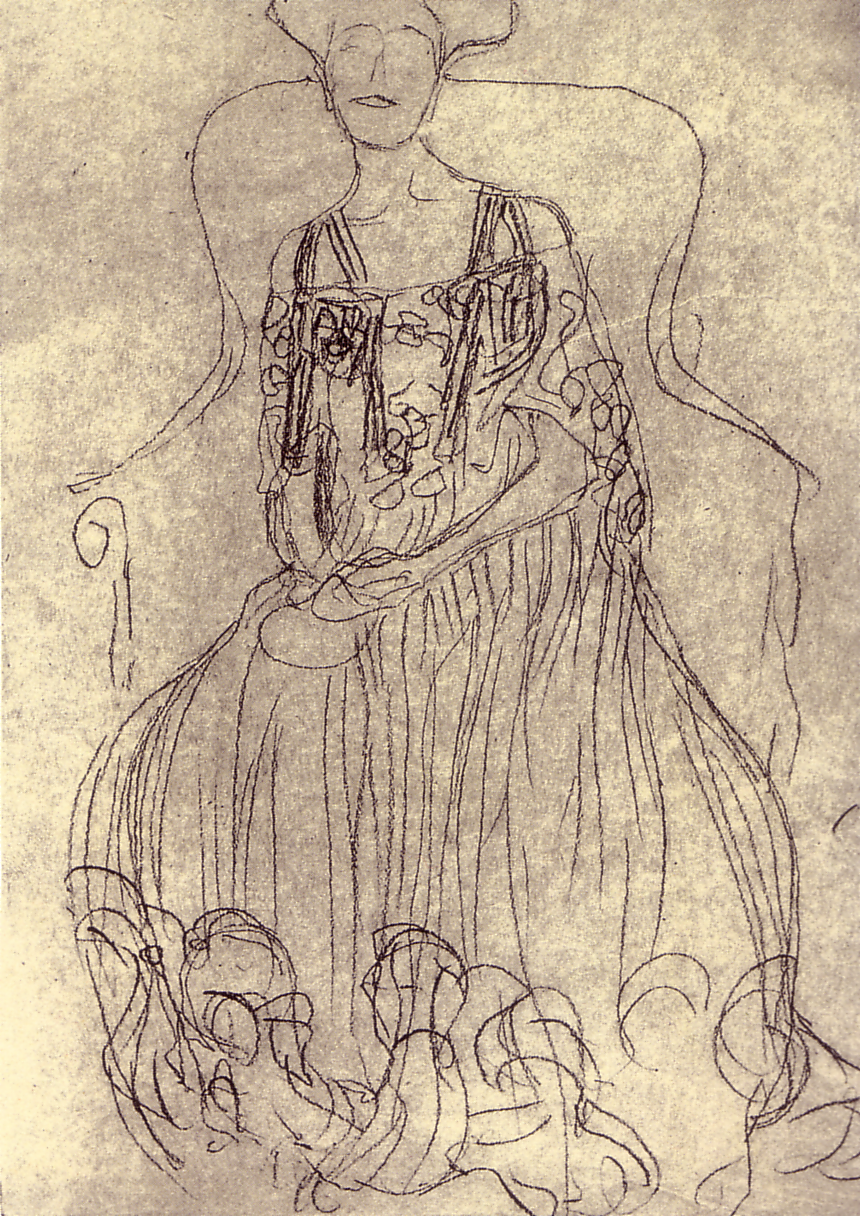
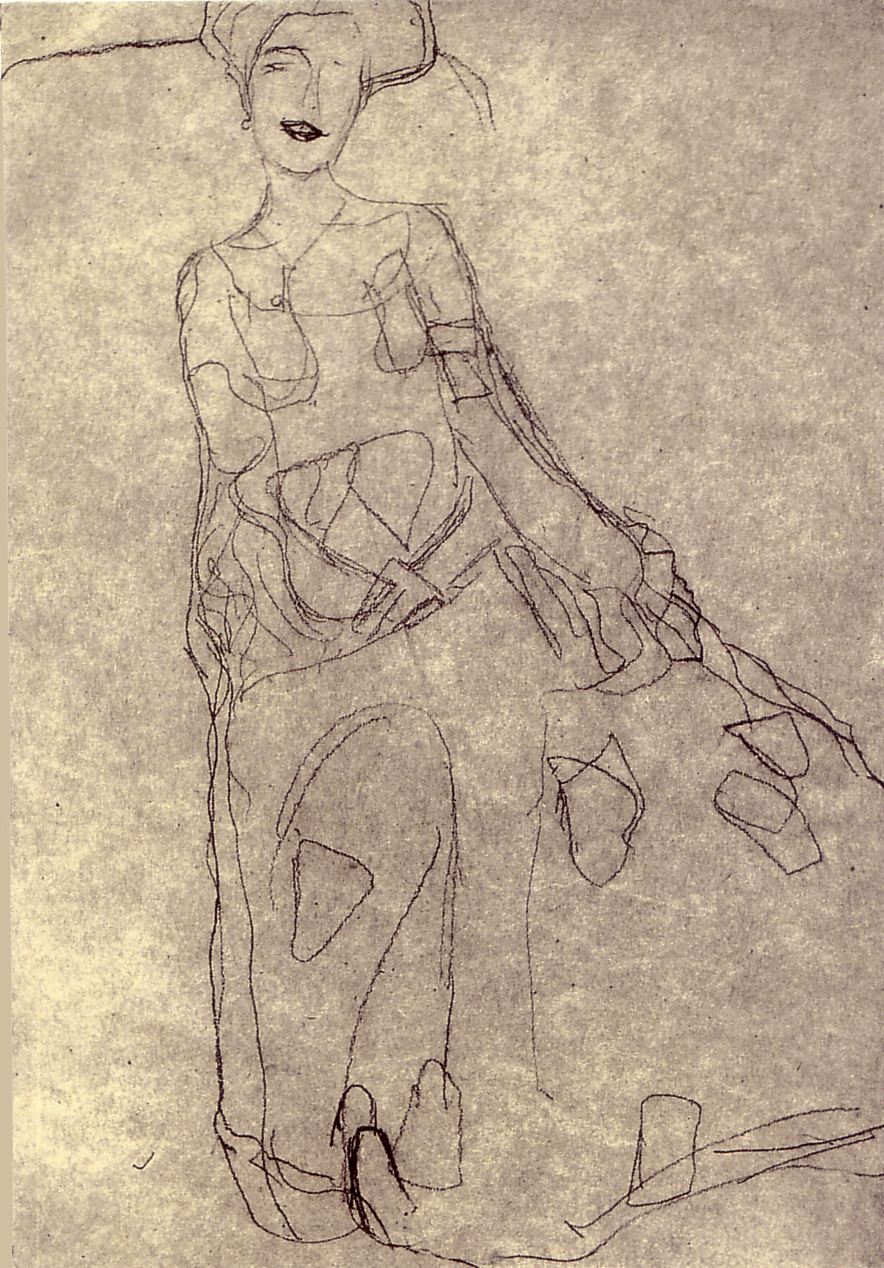
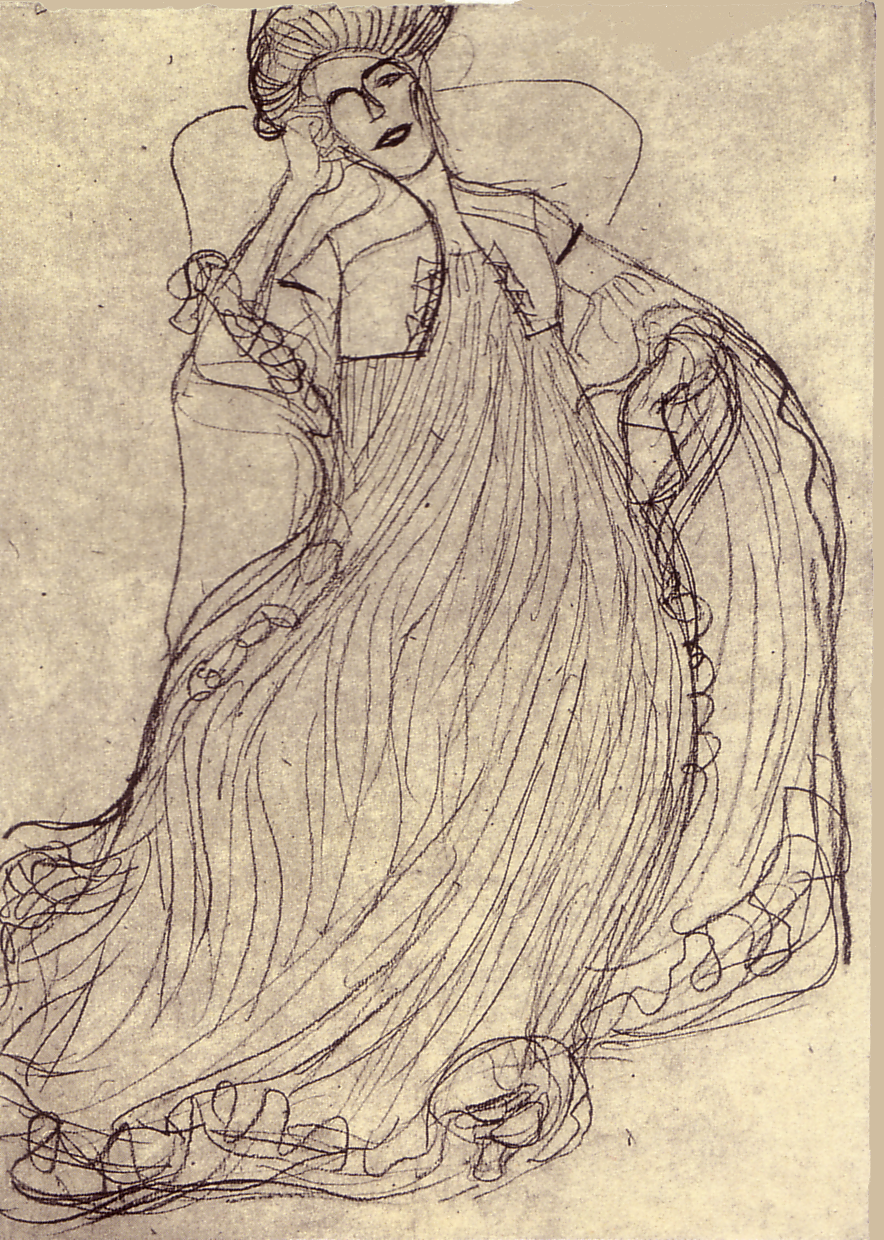

### Description générale

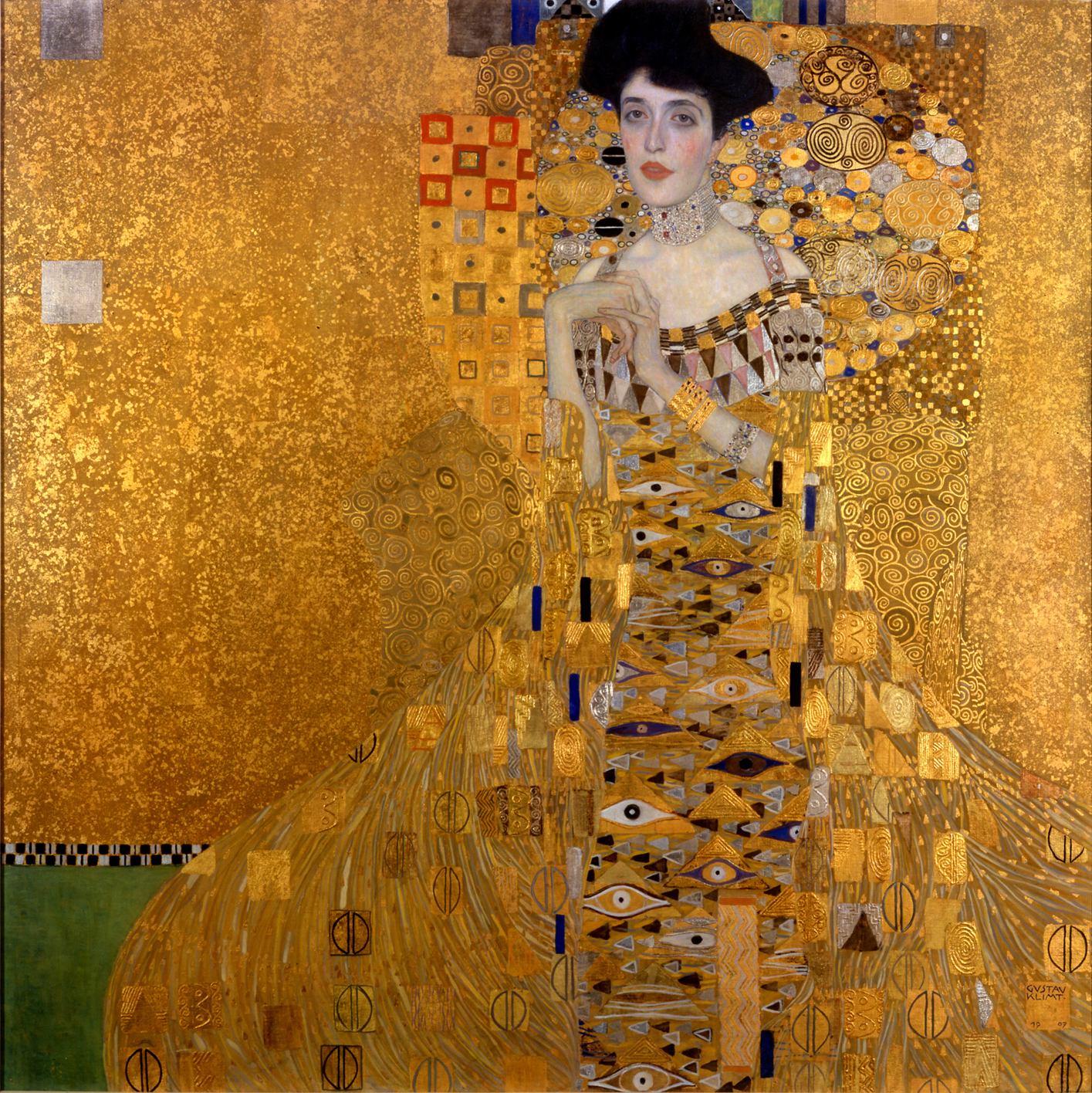
Portrait d'Adele Bloch-Bauer I

Le tableau mesure 138 par 138 cm,; il est composé de peinture à l'huile et d'une superposition de feuilles d'argent et d'or sur toile. Adele est assise sur un trône ou une chaise en or, devant un fond étoilé doré. L'impression générale du tableau est dominée par le visage et les mains dans le quart supérieur droit, qui, rendus de manière réaliste, se détachent du ton ornemental et fluide du reste du tableau et attirent le regard du spectateur.
La composition du tableau est clairement divisée verticalement en deux moitiés : Adele Bloch-Bauer est représentée dans la moitié droite, tandis que la moitié gauche est presque vide, montrant un espace intérieur simplement suggéré dans lequel le large ourlet de la robe ou du manteau du modèle s'étend dans le tiers inférieur du tableau. Gustav Klimt a largement renoncé à la suggestion d'un effet spatial, de sorte que le tableau apparaît globalement plat. La spatialité esquissée s'efface derrière la qualité ornementale du fond pictural doré, dans lequel le salon, le fauteuil et la robe se côtoient de manière plane.
Le modèle svelte semble se tenir debout, mais à y regarder de plus près, il est assis ou appuyé sur un fauteuil rembourré et occupe toute la verticale de l'image ; la tête semble pratiquement coupée au bord supérieur de l'image. Les cheveux foncés relevés et la bouche rouge disproportionnée soulignent le contraste avec la peau extrêmement pâle, blanc-bleu, qui est exposée au niveau du décolleté et des bras par la robe à bretelles moulante. Adele Bloch-Bauer tient ses mains lâchement jointes devant sa poitrine et regarde directement le spectateur. Son visage, d'habitude plus mélancolique, est ici vibrant.
Un large tissu ou manteau s'étend autour de la robe, s'écoulant des bras vers les côtés et atteignant les bords de l'image.
La robe, le manteau, le fauteuil et le fond sont principalement recouverts d'or. Le haut de la robe moulante présente une bande étroite de rectangles partiellement linéaires et une section plus large avec une double rangée de triangles hauts et minces,. Vient ensuite un dessin d'yeux stylisés disposés en croix et entourés de grands triangles plats. La robe dans son ensemble semble un peu plus sombre que le manteau qui l'entoure, avec ses ornements entrecoupés de spirales et de symboles en forme de feuilles et ses draperies implicites. La chaise, elle aussi dorée, ne se distingue de l'arrière-plan que par sa surface décorée d'un motif en spirale ; il n'y a pas d'ombres ni de contours, ou alors ils ne sont que faiblement indiqués.
Derrière la partie supérieure du corps et la tête, deux grandes surfaces carrées, peut-être des coussins, sont visibles, ce qui fait ressortir le visage clair sur les couleurs sombres et les ornements de petite taille.
La moitié gauche de l'image pourrait représenter le mur d'une pièce intérieure. Il est marbré d'or sur une grande surface, le quart inférieur est vert et se détache de la surface dorée par une bordure noire et blanche à motif en damier. La surface verte pourrait être un panneau mural ou une peinture murale suggérée, mais aussi un plancher attenant à un rebord de fauteuil.

### Analyse

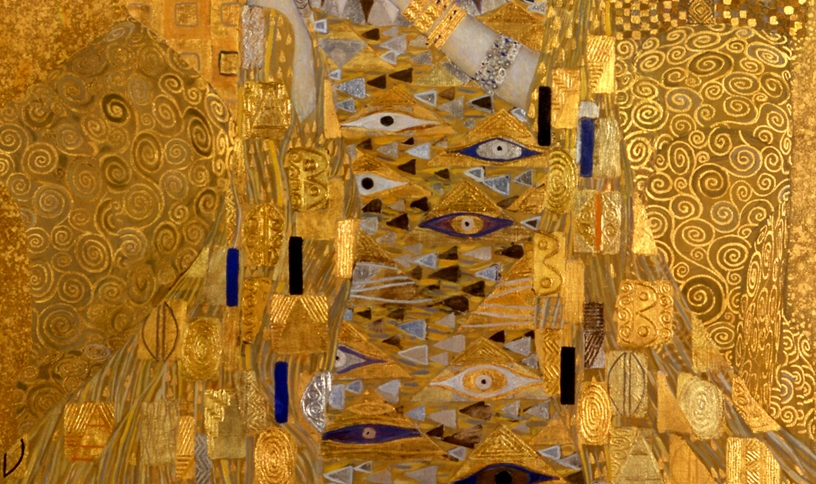
Les motifs décoratifs: symboles évocateurs de l'érotisme.

Adele Bloch-Bauer porte à son cou le même collier que celui que Klimt avait inclus dans le tableau Judith,. Comme mentionné dans la description, la robe se fond dans l'arrière-plan, à tel point que Jan Thompson, conservateur de musée, écrit qu'« on tombe sur le modèle presque par hasard, tant elle est enveloppée dans l'épais schéma géométrique »,. Peter Vergo, dans la revue Grove Art, estime que le tableau « marque l'apogée de (...) la manière que [Klimt] a de peindre avec ces incrustations d'or ». Pour Berta Zuckerkandl, le portrait fait ici l’effet d’une « idole dans un reliquaire étincelant ». L'or, inaltérable, confère une impression d'immortalité et de sacré.
Les cheveux, le visage, le décolleté et les mains d'Adele sont peints à l'huile ; ils représentent moins d'un douzième de l'œuvre et, selon Whitford, ne transmettent que peu de choses sur le caractère du modèle. Pour Whitford, l'effet du fond doré est de « retirer Adele Bloch-Bauer du plan terrestre, de transformer la chair et le sang en une apparition issue d'un rêve de sensualité et d'auto-indulgence » ; lui et Thomson considèrent que l'œuvre ressemble plus à une icône religieuse qu'à un portrait profane,. O'Connor écrit que le tableau « semble incarner la féminité » et le compare ainsi à la Joconde, tandis que pour Müller et Tatzkow, l'or donne l'impression qu'Adele apparaît « mélancolique et vulnérable, inapprochable, distante et pourtant ravie ».
Le détenteur actuel du portrait - la Neue Galerie New York - et l'historienne de l'art Elana Shapira indiquent que le fond et la robe contiennent des symboles évoquant l'érotisme, notamment des triangles, des œufs, des formes d'yeux et des amandes,,. Sont également présents des motifs décoratifs sur le thème des lettres A et B, les initiales du modèle. Whitford identifie des influences de l'art byzantin, égyptien, mycénien et grec, écrivant que « l'or est comme celui des mosaïques byzantines ; les yeux sur la robe sont égyptiens, les bobines et les spires répétées mycéniennes, tandis que d'autres dispositifs décoratifs, fondés sur les initiales du nom du modèle, sont vaguement grecs ».
Pour l'historien d'art Yves Kobry, l'œuvre, « clinquante et superficielle en apparence, est infiniment plus subtile et complexe qu'il n'y paraît. L'éclat de l'or a fini par obscurcir l'intelligence de l'œuvre, aussi souvent reproduite que peu étudiée, comme si la puissance de l'image anesthésiait l'analyse ».

## Réception critique

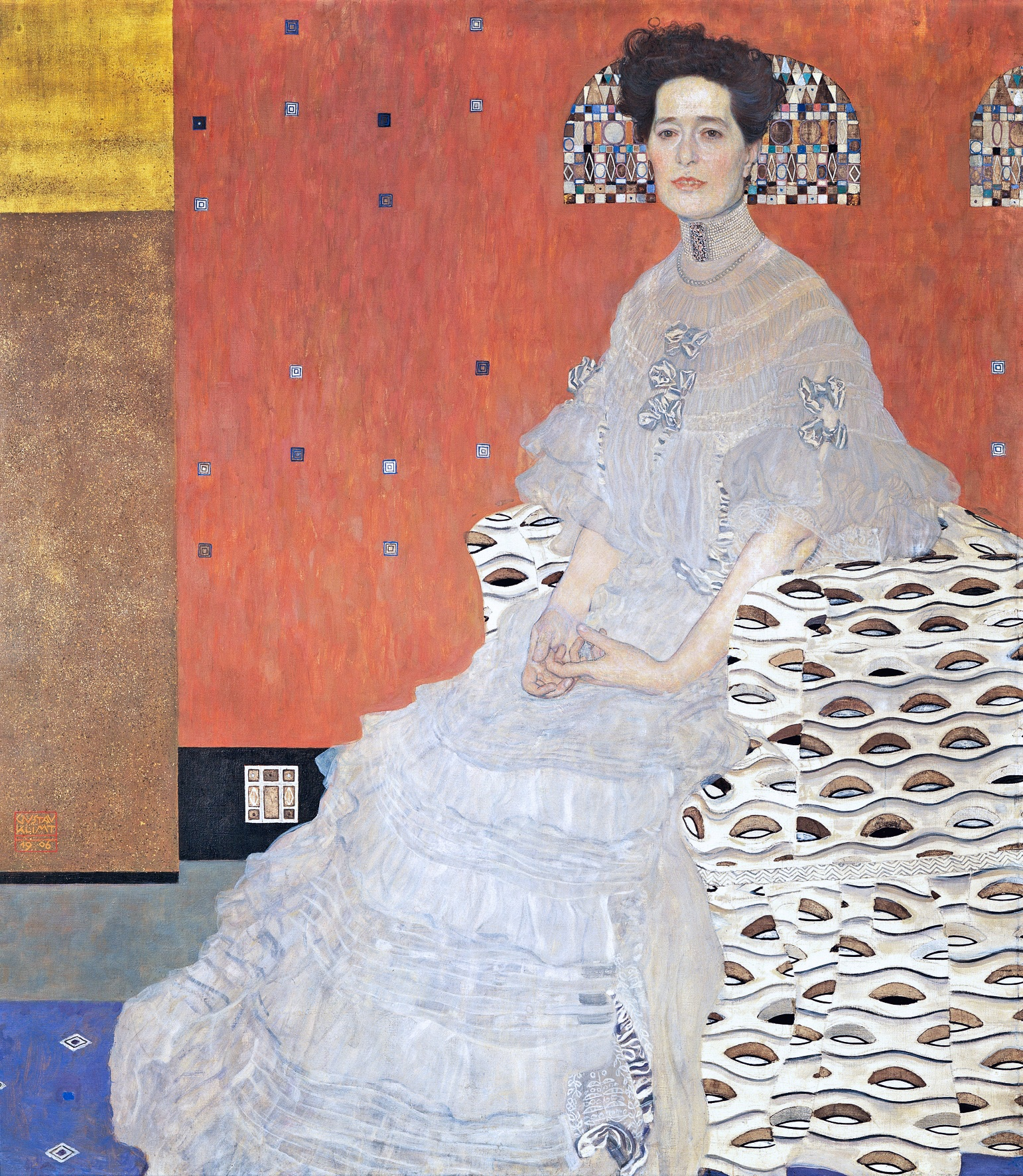
Portrait der Fritza Riedler (1906), exposé et critiqué aux côtés du Portrait d'Adele Bloch-Bauer en 1907.

Klimt expose son portrait à l'exposition internationale d'art de Mannheim en 1907, aux côtés du Portrait der Fritza Riedler (1906). Beaucoup de critiques ont des réactions négatives face aux deux tableaux, les décrivant comme de « grotesques mosaïques murales », « bizarres », « absurdes » et « vulgaires ».
En 1908, le portrait est exposé au Kunstschau de Vienne, où les réactions des critiques sont mitigées. Le critique anonyme du Wiener Allgemeine Zeitung décrit le tableau comme « une idole dans un sanctuaire doré », tandis que le critique Eduard Pötzl qualifie l'œuvre comme contenant « plus de cuivre que de Bloch » (« mehr Blech als Bloch »),. Selon l'historien de l'art Tobias G. Natter, certains critiques ont désapprouvé la perte de l'individualité du modèle, tandis que d'autres « ont accusé Klimt de mettre en danger l'autonomie de l'art ».

## Histoire et propriété

### 1912–1945

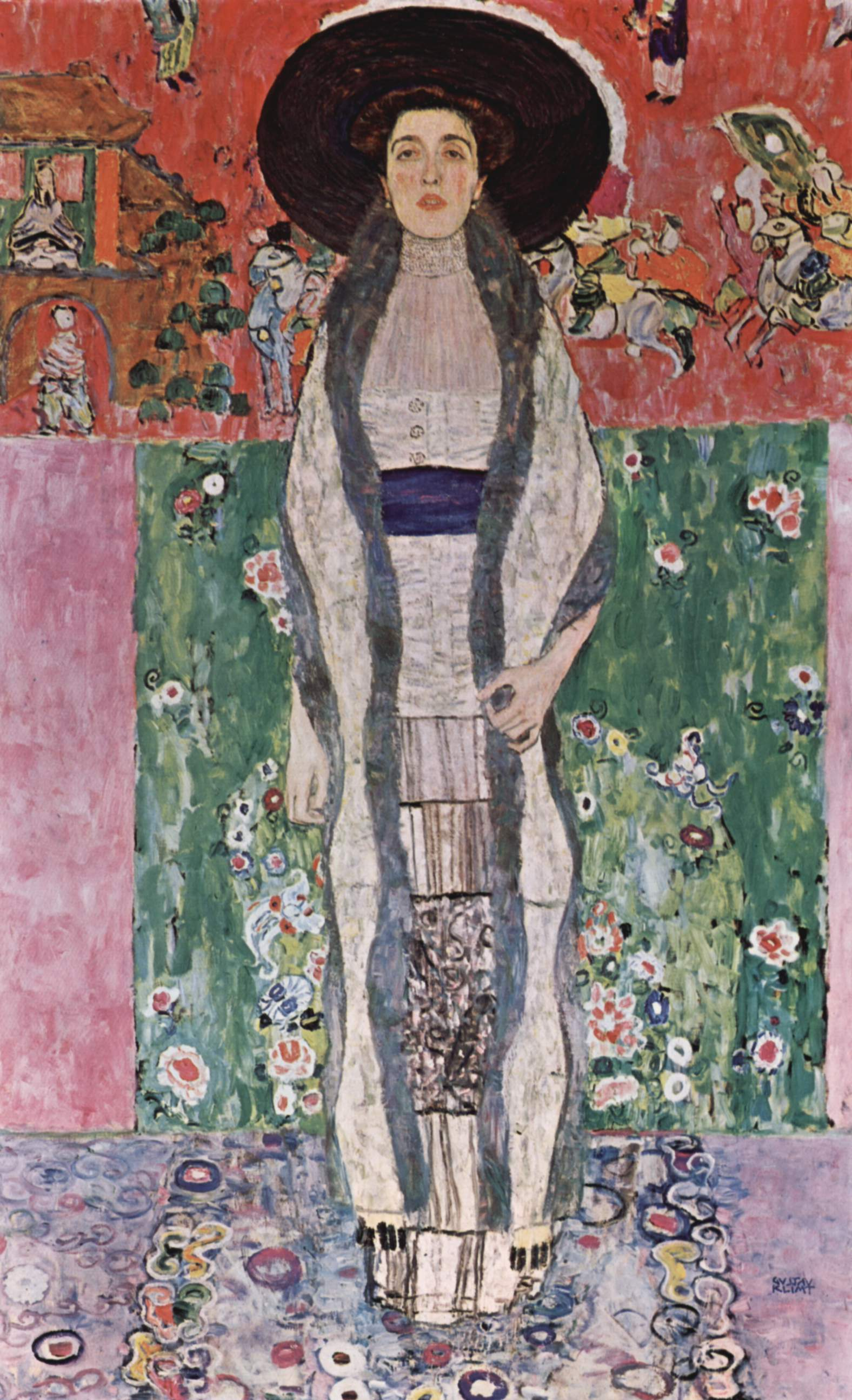
Portrait d'Adele Bloch-Bauer II, la peinture de 1912 par Klimt.

Après avoir été exposé au Kunstschau, le portrait est accroché dans la résidence viennoise des Bloch-Bauer. En 1912, Ferdinand commande un second tableau de sa femme, dans lequel « la charge érotique du portrait de 1907 s'est évanouie », selon Whitford. Adele Bloch-Bauer est la seule femme dont Klimt réalise deux portraits. En février 1918, Klimt est victime d'un accident vasculaire cérébral et est hospitalisé ; il contracte une pneumonie due à l'épidémie mondiale de grippe et meurt le même mois.

Le 19 janvier 1923, Adele Bloch-Bauer rédige un testament. Gustav, le frère de Ferdinand, avocat de formation, l'aide à rédiger le document et est nommé exécuteur testamentaire,. Le testament fait référence aux œuvres de Klimt que possède le couple, dont les deux portraits d'Adele : 

« Meine 2 Porträts und die 4 Landschaften von Gustav Klimt, bitte ich meinen Ehegatten nach seinem Tode der österr. Staats-Gallerie in Wien, die mir gehörende Wiener und Jungfer. »

et traduit en français :

« Je demande à mon mari, après sa mort, de laisser mes deux portraits et les quatre paysages de Gustav Klimt à la Galerie d'État autrichienne à Vienne,. »

En février 1925, Adele meurt d'une méningite. Peu de temps après, Gustav dépose une demande d'homologation ; il y joint un document indiquant que la clause du testament est précative, c'est-à-dire qu'il s'agit d'une demande et non d'un testament contraignant. Il ajoute que Ferdinand indique qu'il respectera la clause, même si c'est lui, et non Adele, qui est le propriétaire légal des tableaux. Les œuvres de Klimt que Ferdinand possède, y compris les deux portraits, sont déplacées dans la chambre d'Adele pour lui rendre hommage. Le tableau est prêté, à l'occasion du dixième anniversaire de la mort de Klimt, pour une exposition à la Sécession de Vienne en 1928 ; en 1934, il est présenté à Londres dans le cadre de l'exposition « Autriche à Londres ». En 1936, Ferdinand donne le Schloß Kammer am Attersee III à la Österreichische Galerie Belvedere ; il acquiert ensuite un autre tableau de Klimt, le Portrait d'Amalie Zuckerandl (1917-1918). En 1937, le portrait doré d'Adele est prêté pour être exposé à l'Exposition universelle de Paris.

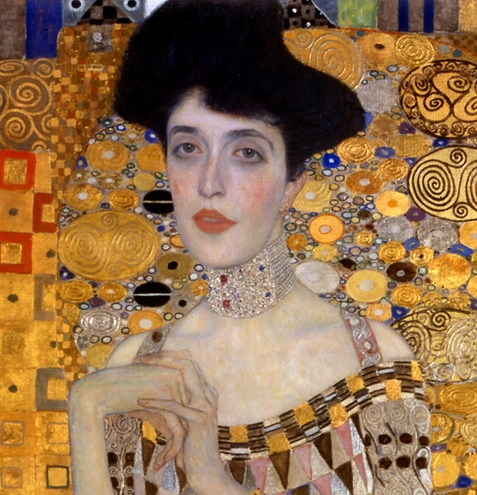
Zoom montrant le tour de cou orné de bijoux offert à Maria Altmann le jour de son mariage et volé par les nazis.

En décembre 1937, la fille de Gustav Bloch-Bauer - et nièce de Ferdinand -, Maria Bloch, épouse le jeune chanteur d'opéra Fritz Altmann. Ferdinand lui offre en cadeau de mariage le tour de cou d'Adele,. Ferdinand quitte Vienne pour son château tchécoslovaque en mars 1938, après l'Anschluss, à savoir l'annexion de l'Autriche par l'Allemagne nazie. Cet automne-là, après les accords de Munich, il se rend compte qu'il n'est pas en sécurité et part pour Paris. En septembre de l'année suivante, il s'installe en Suisse neutre où il vit dans un hôtel à Zurich. En son absence, le régime nazi l'accuse faussement d'avoir fraudé le fisc à hauteur de 1,4 million de Reichsmarks. Ses avoirs sont gelés et, en mai 1938, un ordre de saisie est émis, ce qui permet à l'État de disposer de ses biens comme bon lui semble. Sa sucrerie est confisquée et remise à l'État, et fait l'objet d'un processus d'aryanisation, les actionnaires et les directeurs juifs étant remplacés. Sa résidence viennoise devient un bureau de la Deutsche Reichsbahn, la compagnie ferroviaire allemande, tandis que son château en Tchécoslovaquie devient, après l'occupation allemande, la résidence personnelle du SS-Obergruppenführer Reinhard Heydrich,.
Dans le cadre du processus de traitement de la prétendue fraude fiscale, l'avocat nazi Friedrich Führer est nommé administrateur de la succession. En janvier 1939, il convoque une réunion des directeurs de musées et de galeries pour inspecter les œuvres et indiquer celles qu'ils souhaitent obtenir. Après le catalogage de la collection, Adolf Hitler utilise le décret Führervorbehalt pour obtenir une partie de la collection à un prix réduit. Plusieurs autres dirigeants nazis, dont Hermann Göring, le commandant en chef de la Luftwaffe, obtiennent des œuvres de la collection,. Göring utilise également le décret Führervorbehalt pour obtenir le tour de cou qui avait été offert à Maria Altmann ; il l'offre à Emmy, son épouse.

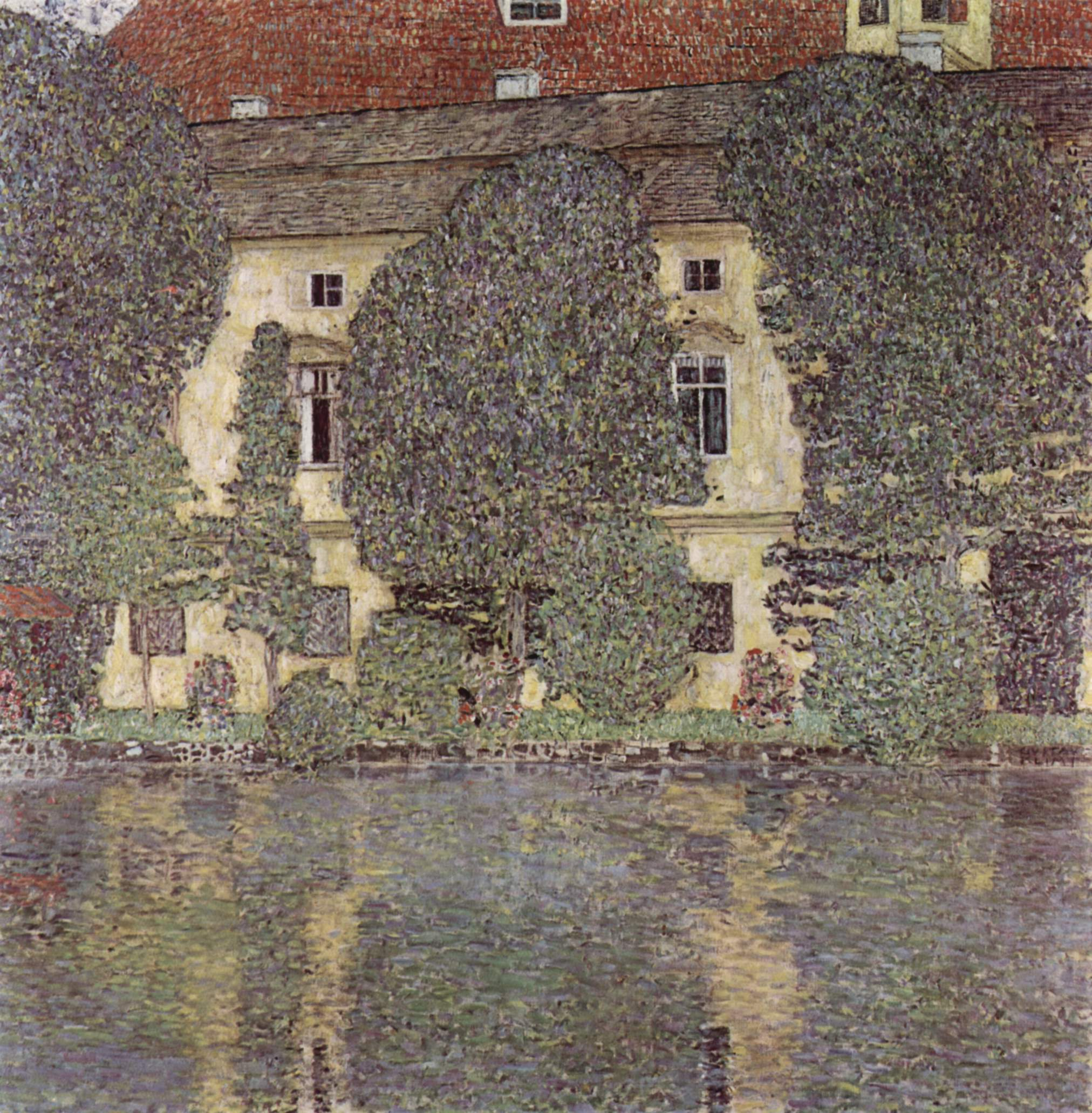
Schloß Kammer am Attersee III de Klimt (1910), qui a été échangé contre le Portrait d'Adele Bloch-Bauer I.

En décembre 1941, Friedrich Führer transfère le Portrait d'Adele Bloch-Bauer I et Le Pommier I à la galerie Belvedere en échange de Schloß Kammer am Attersee III, qu'il vend ensuite à Gustav Ucicky, un fils illégitime de Klimt. Une note accompagnant les tableaux indique qu'il agit conformément à la volonté d'Adele,. Afin de supprimer toute référence aux origines juives de son sujet, la galerie rebaptise le portrait du titre allemand Dame in Gold (qui peut être traduit en français par La Dame en or).

### Depuis 1945
En août 1945, Ferdinand rédige un testament définitif qui révoque tous les précédents. Il ne fait aucune référence aux tableaux, qu'il pense perdus à jamais, mais il déclare que tous ses biens sont légués à son neveu et à ses deux nièces, dont Maria Altmann,. Ferdinand meurt en Suisse en novembre de la même année.
En 1946, l'État autrichien publie une loi d'annulation qui déclare nulles toutes les transactions motivées par la discrimination nazie ; tous les Juifs qui souhaitent sortir des œuvres d'art d'Autriche sont contraints de donner certaines de leurs œuvres aux musées autrichiens afin d'obtenir un permis d'exportation pour les autres. La famille Bloch-Bauer engage le Dr Gustav Rinesh, un avocat viennois, pour réclamer en son nom les œuvres d'art volées. À l'aide des dossiers produits par Führer, il retrace le chemin de la plupart des œuvres jusqu'à la galerie Belvedere, tandis que Les Maisons d'Unterach sur le lac Utter fait partie de la collection privée de Führer. Plusieurs œuvres sont restituées à la succession Bloch-Bauer, mais aucune peinture de Klimt ; pour obtenir les permis d'exportation nécessaires, la famille est contrainte de laisser l'État autrichien conserver Les Maisons d'Unterach sur le lac Utter, Portrait d'Adele Bloch-Bauer I, Portrait d'Adele Bloch-Bauer II et Le Pommier I. Elle doit également renoncer à toute revendication sur Sous-bois Buchenwald et Schloß Kammer am Attersee III. La galerie Belvedere fonde son droit de rétention des œuvres de Klimt sur le testament d'Adele,.
En 1998, le gouvernement autrichien introduit la loi sur la restitution des œuvres d'art (l'Art Restitution Act) et se penche à nouveau sur la question des œuvres d'art volées par les nazis. Le gouvernement forme un comité de restitution chargé de faire un rapport sur les œuvres à restituer ; les archives gouvernementales sont ouvertes pour permettre des recherches sur la provenance des œuvres détenues par le gouvernement,. Hubertus Czernin, un journaliste d'investigation autrichien, entreprend des recherches approfondies dans les archives nouvellement ouvertes et publie un article sur le vol d'œuvres d'art par les nazis. Comme l'État autrichien refuse ensuite de restituer les œuvres ou de reconnaître qu'un vol a eu lieu, Czernin qualifie la situation de « double crime ».

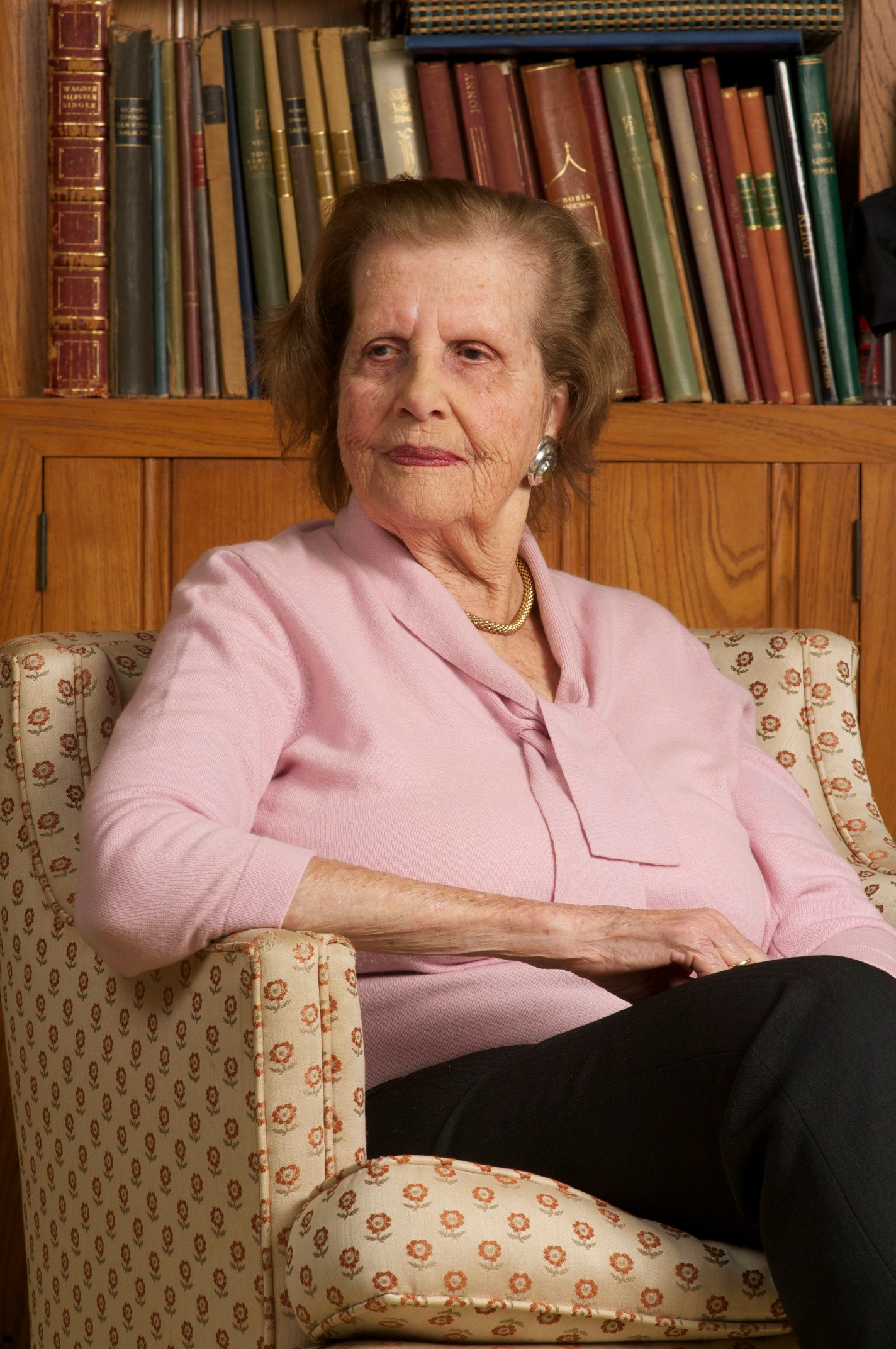
Maria Altmann, nièce d'Adele et Ferdinand, en 2010.

Maria Altmann, qui vit alors aux États-Unis, engage E. Randol Schoenberg pour agir en son nom. Schoenberg est le fils d'une amie d'enfance (ils vivaient à Vienne) et petit-fils du célèbre compositeur Arnold Schönberg. Ils déposent une demande auprès du comité de restitution pour le retour de six tableaux : Portrait d'Adele Bloch-Bauer I, Portrait d'Adele Bloch-Bauer II, Le Pommier I, Sous-bois Buchenwald, Les Maisons d'Unterach sur le lac Utter et Portrait d'Amalie Zuckerandl. Le comité rejette la demande, invoquant à nouveau le testament d'Adele pour justifier la pleine propriété des œuvres. Dans sa décision, le comité recommande de restituer seize dessins de Klimt et dix-neuf pièces de porcelaine, qui avaient été détenus par Ferdinand et Adele et qui se trouvaient encore à la galerie Belvedere, car ils ne répondent pas à la demande du testament,.
En mars 2000, Maria Altmann intente une action civile contre le gouvernement autrichien pour obtenir la restitution des tableaux. Elle est informée que les frais de dépôt (consistant en 1,2 % du montant en question, plus une taxe de dépôt), représenteraient un montant de 1,75 million d'euros,. Pour éviter ces frais prohibitifs, Maria Altmann et E. Randol Schoenberg poursuivent le gouvernement autrichien et la galerie Belvedere devant les tribunaux américains. Le gouvernement autrichien demande le rejet de l'affaire, avec des arguments fondés sur la loi sur l'immunité des États souverains étrangers (Foreign Sovereign Immunities Act). Cette loi accorde l'immunité aux États souverains, sauf dans certaines situations. Schoenberg démontre que trois conditions cumulatives sont réunies : la propriété de Maria Altmann a été prise en violation du droit international ; la propriété appartient à l'État en question ou à l'une de ses agences (la galerie Belvedere) ; et l'agence (institution de l'État en question, à savoir l'Autriche) a une activité commerciale aux États-Unis (en l'occurrence, la vente de livres à propos des œuvres de Klimt),. Plus de quatre ans de litige suivent afin de déterminer si une procédure peut être intentée contre un État souverain avant d'être finalement portée devant la Cour suprême dans l'affaire République d'Autriche contre Altmann (Republic of Austria v. Altmann),,. En juin 2004, la Cour suprême estime que les tableaux ont été volés et que l'Autriche n'est pas à l'abri d'une plainte de Maria Altmann ; la Cour ne fait aucun commentaire sur la propriété actuelle des tableaux,.

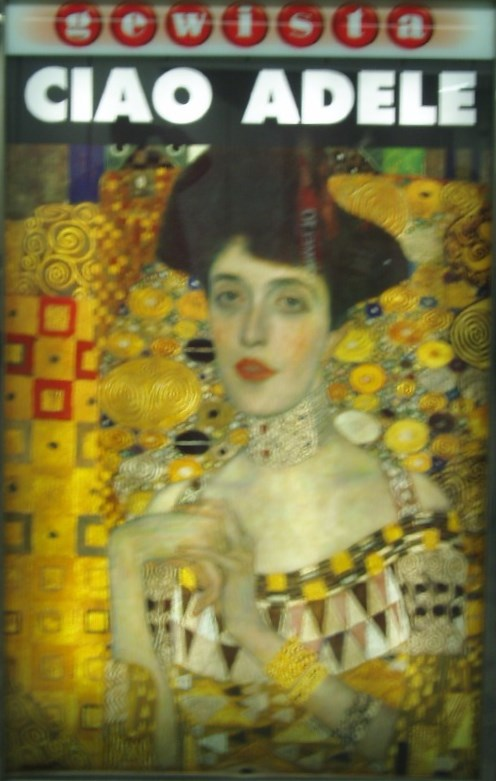
Affiche publique concernant le départ du tableau d'Autriche.

Pour éviter de retourner devant les tribunaux dans ce qui pourrait être un long processus de litige, un arbitrage en Autriche est convenu par les deux parties, bien que les Autrichiens aient refusé une telle démarche en 1999. Trois arbitres forment le panel, Andreas Nödl, Walter Rechberger et Peter Rummel. Schoenberg témoigne devant eux en septembre 2005 et ils rendent leur décision en janvier 2006. Ils déclarent que cinq des six tableaux en question doivent être restitués à la succession Bloch-Bauer, comme indiqué dans le testament de Ferdinand ; seul le Portrait d'Amalie Zuckerandl doit être conservé par la galerie,,.
Après l'annonce des conclusions de l'arbitrage, la galerie Belvedere diffuse une série d'annonces qui apparaissent dans les arrêts de bus et sur les quais de métro. Les affiches indiquent « Ciao Adele », annonçant la dernière opportunité de voir le tableau avant qu'il ne quitte le pays et que de longues files d'attente ne se forment autour du musée. Bien que certains Autrichiens aient demandé à l'État d'acheter les cinq tableaux, le gouvernement déclare que le prix serait trop élevé pour justifier cette dépense. Les tableaux sont exportés d'Autriche en mars 2006 et exposés ensemble au musée d'Art du comté de Los Angeles d'avril à juin de la même année,.
Lorsqu'on demande à Maria Altmann ce qu'elle veut faire des tableaux, elle déclare : « Je ne voudrais pas qu'une personne privée achète ces tableaux, [...]. Il est très important pour moi qu'ils soient vus par tous ceux qui veulent les voir, car c'est ce qu'aurait souhaité ma tante ». En juin 2006, le Portrait d'Adele Bloch-Bauer I est vendu à Ronald Lauder pour 135 millions de dollars, ce qui constitue à l'époque un prix record pour un tableau. Eileen Kinsella, rédactrice en chef d'ARTnews, estime que ce prix élevé est dû à plusieurs facteurs, notamment la provenance du tableau, la demande croissante pour l'expressionnisme autrichien, la hausse des prix dans le monde de l'art et « la passion de Lauder pour cette œuvre particulière et sa poursuite ». Lauder place l'œuvre dans la Neue Galerie, une galerie située à New York qu'il a cofondée. La peinture y est depuis exposée,,.
Michael Kimmelman, critique d'art en chef du New York Times, critique la vente et écrit : « une histoire de justice et de rédemption après l'Holocauste s'est transformée en une autre histoire sur le marché de l'art fou et enivrant ». Maria Altmann déclare à propos de la vente qu'il n'était pas pratique pour elle, ou pour ses cohéritiers qui faisaient également partie de la succession, de garder l'un des tableaux. En novembre 2006, les quatre autres tableaux de Klimt sont vendus à la maison de vente aux enchères Christie's. Le Portrait d'Adele Bloch-Bauer II est vendu pour 87,9 millions de dollars, Le Pommier I pour 33 millions de dollars, Sous-bois Buchenwald pour 40,3 millions de dollars et Les Maisons d'Unterach sur le lac Utter pour 31 millions de dollars. Toutes ces pièces rejoignent des collections privées,.

## Héritage
Maria Altmann décède en février 2011, à l'âge de 94 ans. E. Randol Schoenberg, qui a toujours travaillé avec des honoraires conditionnels de 40 %, reçoit 54 millions de dollars pour la vente du Portrait d'Adele Bloch-Bauer I et 55 millions de dollars pour la vente des quatre autres tableaux. Après avoir fait don de plus de 7 millions de dollars pour la construction de nouveaux locaux au musée de l'Holocauste de Los Angeles, il déclare qu'« il a essayé de faire de bonnes choses avec cet argent »,. Il se spécialise ensuite dans la restitution des œuvres d'art pillées par les nazis.

## Dans la culture

### Films
L'histoire du Portrait d'Adele Bloch-Bauer I et des autres tableaux pris aux Bloch-Bauer est relatée dans trois films documentaires, The Rape of Europe (2006), L'affaire Klimt (2007) et Adele's Wish (2008).
En 2015, l'histoire de Maria Altmann est dramatisée pour le film de Simon Curtis La Femme au tableau, avec Helen Mirren dans le rôle de Maria et Ryan Reynolds dans celui de Schoenberg.

### Littérature
L'histoire du tableau est décrite dans le livre The Lady in Gold: The Extraordinary Tale of Gustav Klimt's Masterpiece, Portrait of Adele Bloch-Bauer, par la journaliste Anne-Marie O'Connor.
Cette histoire, ainsi que d'autres histoires d'autres œuvres d'art volées, est racontée par Melissa Müller et Monika Tatzkow dans Lost Lives, Lost Art : Jewish Collectors, Nazi Art Theft, and the Quest for Justice, publié en 2010.
L'histoire d'Adele Bloch-Bauer et de Maria Altmann sert de base au roman Stolen Beauty de Laurie Lico Albanese, paru en 2017.
Le portrait figure dans les mémoires de Gregor Collins, The Accidental Caregiver (en), sur sa relation avec Maria Altmann, publiées en août 2012. Le livre fait l'objet d'une mise en scène en janvier 2015.
Valérie Trierweiler a écrit le roman Le secret d'Adèle, publié en 2017. Elle y racontre l'histoire d'amour, hypothétique, entre Adele Bloch-Bauer et le peintre Klimt.
Dans le roman de Philip Kerr, Prague fatale (2011), le personnage de Bernie Gunther, en 1941, admire et commente une copie du tableau au château de Jungfern-Breschan, « l'original [ayant] été volé par ce gros rapace de Hermann Goering et figure dans sa collection privée, où personne ne peut le voir sauf lui. Hélas. ».